# هو والنساء (فلم)
هو والنساء فيلم دراما مصري من إنتاج العام 1966 من إخراج حسن الإمام. الفيلم من بطولة رشدي أباظة وهند رستم ونجوى فؤاد.

## قصة الفيلم
علوى مخرج مسرحى، يعيش حياة عائلية غير مستقرة، فزوجته لا تتفهم طبيعة مهنته، وتبدو شديدة الغيرة عليه، كما أنها لا تؤدى له متطلبات البيت كما يحب، مما يدفع بعلوى إلى قضاء أغلب أوقاته خارج المنزل، يتعرف أثناء إخراجه إحدى المسرحيات على الغازية دوسه، والتي يجد في براءتها شيئًا مختلفًا عن زوجته، فتنمو مشاعر حب بين الاثنين، تعرف الزوجة بأمر العلاقة، فتطلب منه الطلاق، تتزاحم النساء حول المخرج بعد الانفصال عن امرأته، ويجد نفسه في حالة من عدم التوازن، فهناك راقصة تسعى إلى أن تكون نجمة الفرقة، وترمى شباكها حوله، تكتشف دوسه أن المخرج في طريق الهاوية، فتتدخل من أجل إرجاع علوى إلى زوجته، وإصلاح ما بينهما، وبعد العودة تقرر الرجوع إلى القرية التي جاءت منها، وتعد الزوجة رجلها أن تكف عن الغيرة، وأن تتفهم عمله.

## طاقم العمل
- رشدي أباظة
- هند رستم
- نجوى فؤاد
- عبد المنعم إبراهيم
- سمير صبري
- ناهد شريف
- مديحة كامل
- سهير الباروني
- صفاء أبو السعود
- نبيل الهجرسي

## وصلات خارجية
- مقالات تستعمل روابط فنية بلا صلة مع ويكي بيانات
- موقع السينما